# Verbond van biezenknoppen en pijpenstrootje
Het verbond van biezenknoppen en pijpenstrootje (Junco-Molinion) is een verbond uit de pijpenstrootje-orde (Molinietalia). Het verbond omvat plantengemeenschappen van soortenrijke, natte graslanden op voedselarme en zwak zure bodems.

## Naamgeving en codering
- Syntaxoncode voor Nederland (rVvN): r16Aa
- BWK-karteringseenheid: hm, hmm, hme
- Natura2000-habitattypecode (EU-code): H6410
- Corine biotope: 37.31 Prairies à Molinie et communautés associées, 37.22 Prairies à Jonc acutiflore
- Eunis Habitat Types: E3.51 Molinia caerulea meadows and related communities, E3.42 Juncus acutiflorus meadows

De wetenschappelijke naam Junco-Molinion is afgeleid van de botanische naam van een belangrijke kensoort van dit verbond, biezenknoppen (Juncus conglomeratus), en van pijpenstrootje (Molinea caerulea).

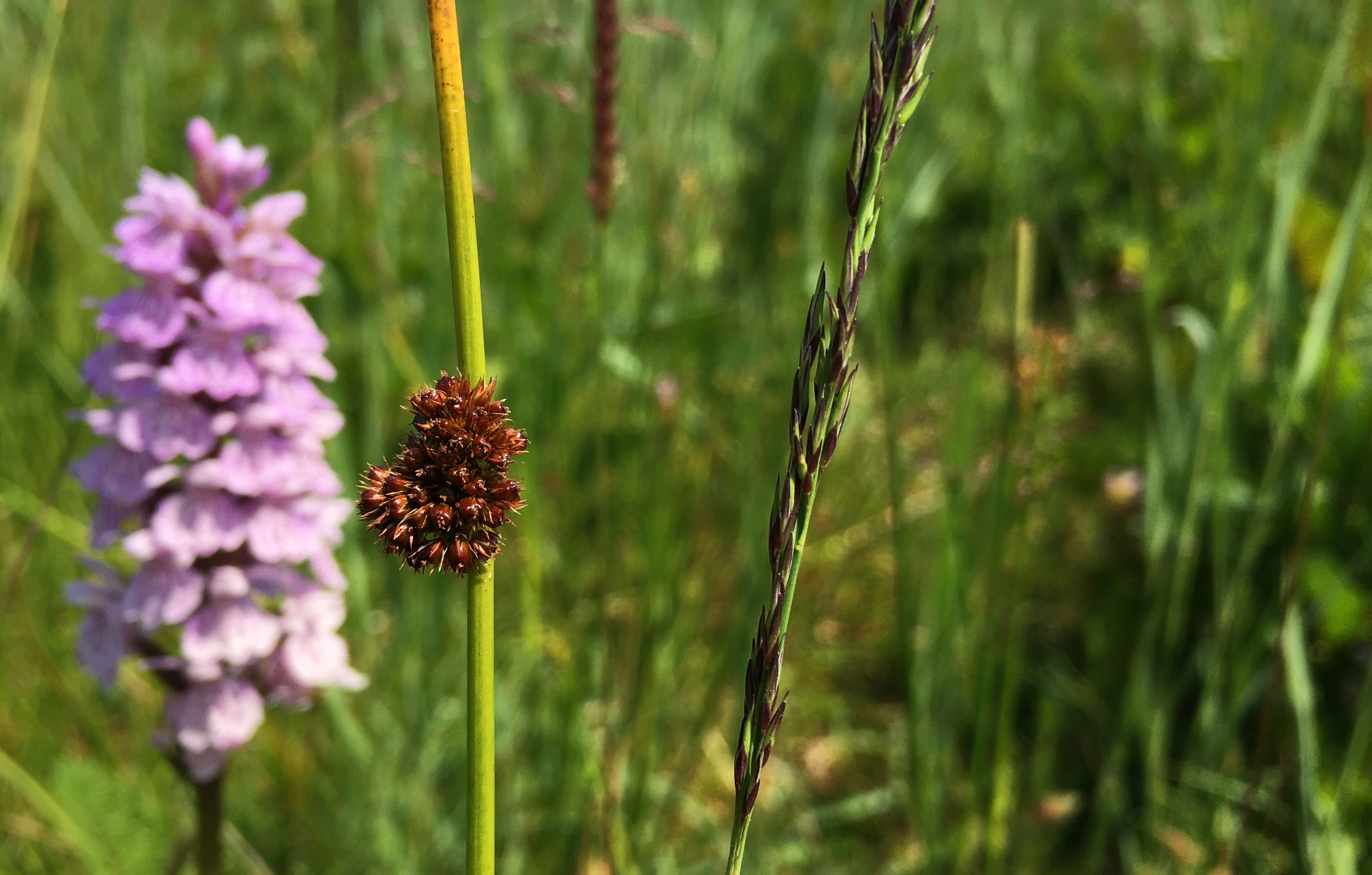
Close-up van de bloeiwijzen van beide naamgevende graminoïden, hier in de associatie van veldrus en gevlekte orchis. Links ziet men biezenknoppen en rechts pijpenstrootje.

## Fysiognomie
Graslanden van het verbond van biezenknoppen en pijpenstrootje worden gekenmerkt door een dichte, laagblijvende vegetatie zonder boom- en struiklaag.
De kruidlaag is zeer soortenrijk en bestaat overwegend uit grassen als pijpenstrootje en grasachtige planten als biezenknoppen, blauwe zegge en veelbloemige veldbies, aangevuld met kruiden als blauwe knoop, kale jonker en kleine valeriaan.
De moslaag is aanwezig maar minder belangrijk.

## Ecologie

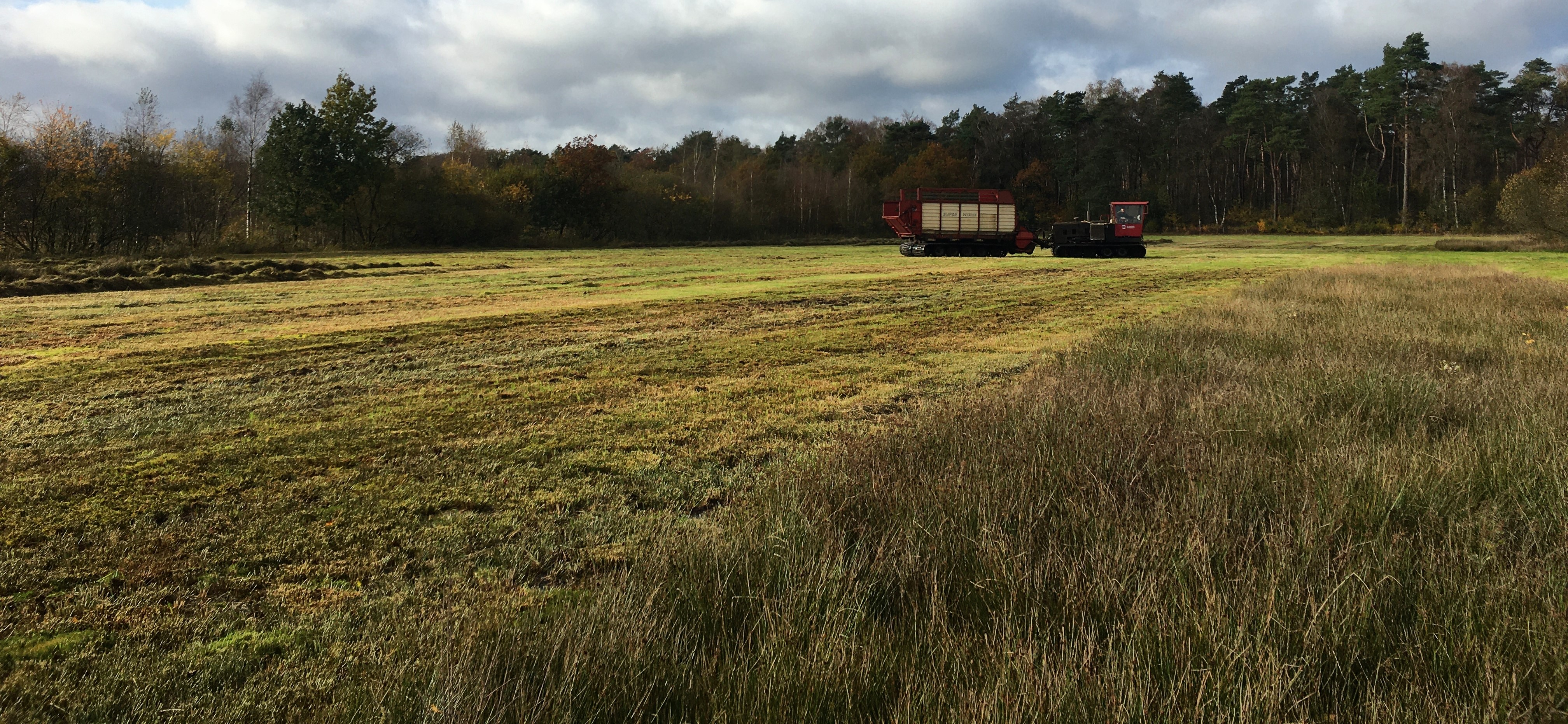
Maai- en afvoerbeheer in de associatie van veldrus en gevlekte orchis.

Vegetatie uit het verbond van biezenknoppen en pijpenstrootje vindt men op natte tot zeer natte, weinig voedselrijke, meestal zwak zure zandige of venige bodems.
Dit soort hooilanden waren nog tot in de 20e eeuw zowel in Nederland als in Vlaanderen zeer talrijk, maar zijn de laatste decennia door bemesting en ontwatering zeer zeldzaam geworden.

## Associaties in Nederland en Vlaanderen
Het verbond van biezenknoppen en pijpenstrootje wordt in Nederland en Vlaanderen vertegenwoordigd door twee associaties. Daarnaast kent het verbond ook nog een klasseoverschrijdende rompgemeenschap.
- - blauwgrasland (Cirsio dissecti-Molinietum)
  - associatie van veldrus en gevlekte orchis (Crepido-Juncetum)

- rompgemeenschap met kussentjesmos (RG Leucobryum glaucum-[Junco-Molinion/Caricion nigrae])

## Diagnostische taxa voor Nederland en Vlaanderen
In de onderstaande synoptische tabel staan de belangrijkste diagnostische plantentaxa van het verbond van biezenknoppen en pijpenstrootje voor Nederland en Vlaanderen.
Kruidlaag
| Kentaxon | Diff. soort | Presentie | Triviale naam         | Botanische naam          | Opmerking                      | Afbeelding |
| -------- | ----------- | --------- | --------------------- | ------------------------ | ------------------------------ | ---------- |
| kV       | -           |           | blauwe knoop          | Succisa pratensis        |                                |            |
| kV       | -           |           | biezenknoppen         | Juncus conglomeratus     |                                |            |
| kV       | -           |           |                       | Juncus ×kern-reichgeltii |                                |            |
| kV       | -           |           | melkviooltje          | Viola persicifolia       |                                |            |
| kO       | -           |           | kale jonker           | Cirsium palustre         |                                |            |
| kO       | -           |           | lidrus                | Equisetum palustre       |                                |            |
| kO       | -           |           | gewone engelwortel    | Angelica sylvestris      |                                |            |
| kO       | -           |           | wilde bertram         | Achillea ptarmica        |                                |            |
| kO       | -           |           | kleine valeriaan      | Valeriana dioica         |                                |            |
| kO       | -           |           | ruw walstro           | Galium uliginosum        |                                |            |
| kO       | -           |           | veelbloemige veldbies | Luzula multiflora        |                                |            |
| kK       | -           |           | gestreepte witbol     | Holcus lanatus           |                                |            |
| kK       | -           |           | scherpe boterbloem    | Ranunculus acris         |                                |            |
| kK       | -           |           | knoopkruid            | Centaurea jacea          |                                |            |
| kK       | -           |           | gewone brunel         | Prunella vulgaris        |                                |            |
| kK       | -           |           | pinksterbloem         | Cardamine pratensis      |                                |            |
| kK       | -           |           | veldzuring            | Rumex acetosa            |                                |            |
| kK       | -           |           | grote pimpernel       | Sanguisorba officinalis  |                                |            |
| kK       | -           |           | vogelwikke            | Vicia cracca             |                                |            |
| kK       | -           |           | rode klaver           | Trifolium pratense       |                                |            |
| kK       | -           |           | beemdlangbloem        | Schedonorus pratensis    |                                |            |
| kK       | -           |           | gewone hoornbloem     | Cerastium fontanum       |                                |            |
| kK       | -           |           | grasmuur              | Stellaria graminea       |                                |            |
| kK       | -           |           | veldlathyrus          | Lathyrus pratensis       |                                |            |
| -        | dV          |           | pijpenstrootje        | Molinia caerulea         | t.o.v. het dotterbloem-verbond |            |
| -        | dV          |           | tormentil             | Potentilla erecta        | idem                           |            |
| -        | dV          |           | klokjesgentiaan       | Gentiana pneumonanthe    | idem                           |            |
| -        | dV          |           | moerasstruisgras      | Agrostis canina          | idem                           |            |
| -        | dV          |           | moerasviooltje        | Viola palustris          | idem                           |            |

Moslaag
| Kentaxon | Diff. soort | Presentie | Triviale naam  | Botanische naam            | Opmerking | Afbeelding |
| -------- | ----------- | --------- | -------------- | -------------------------- | --------- | ---------- |
| kO       | -           |           | boompjesmos    | Climacium dendroides       |           |            |
| kK       |             |           | gewoon haakmos | Rhytidiadelphus squarrosus |           |            |

## Biologische Waarderingskaart
In de Biologische Waarderingskaart (BWK) van Vlaanderen en het Brussels Hoofdstedelijk Gewest is deze associatie opgenomen als vochtig schraalgrasland (hm, hmm, hme).
Dit vegetatietype staan alle gewaardeerd als 'Biologisch zeer waardevol'.

## Fotogalerij

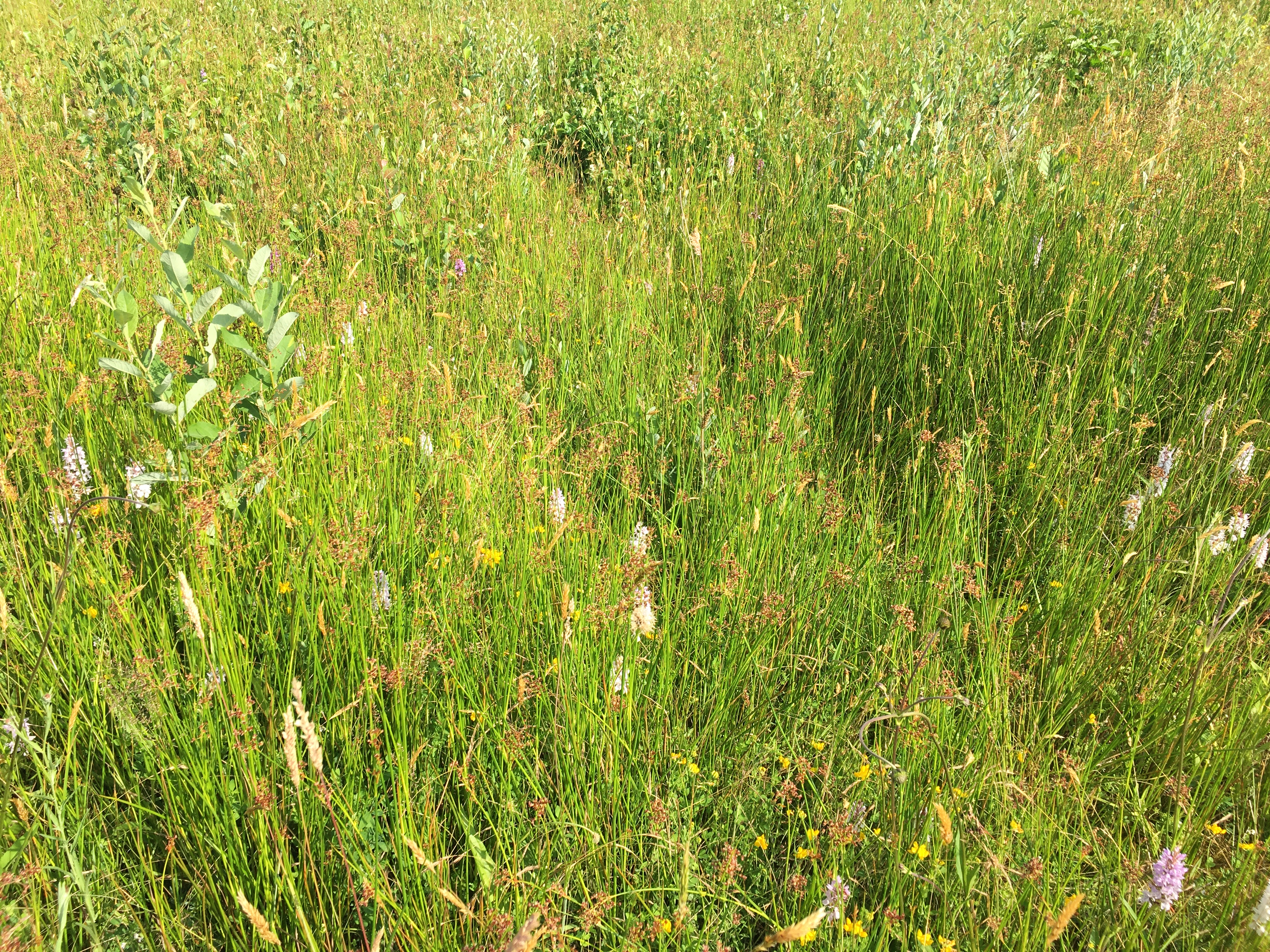
De associatie van veldrus en gevlekte orchis in juni
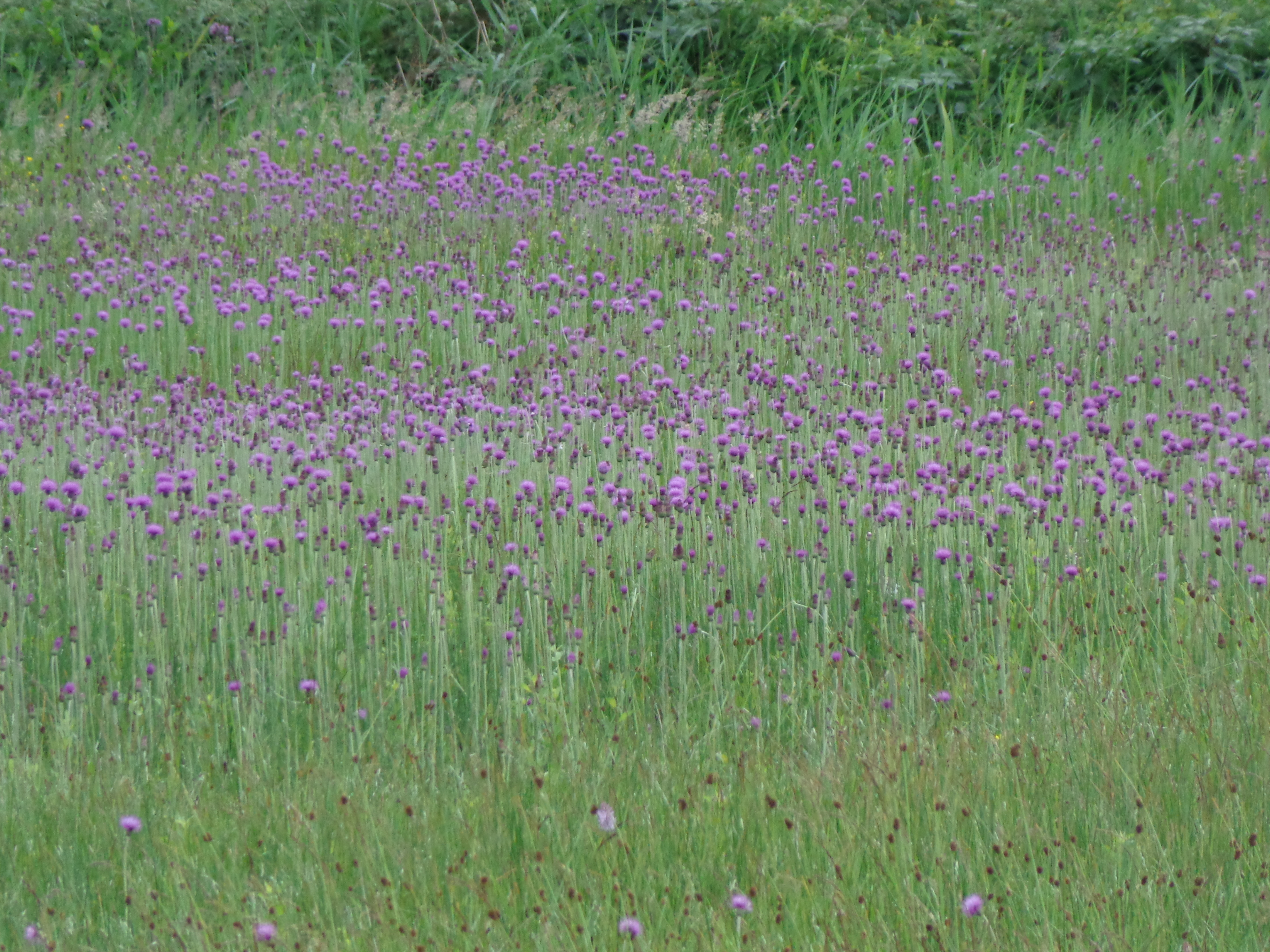
Blauwgrasland met bloeiende Spaanse ruiter in juni